# Sanga Puitã
Sanga Puitã é um distrito do município brasileiro de Ponta Porã, no estado de Mato Grosso do Sul.
O nome Sanga Puitã é uma derivação do Guarani "Zanja Pytá". Sanga é um pequeno regato ou erosão provocada por chuvas ou erosão. Já o nome Puitã significa Vala/barranco vermelho ou então sangue vermelho.

## Infraestrutura
Faz divisa com o município paraguaio de Zanja Pytá e se situa a cerca de 15 km do Centro de Ponta Porã, com acesso asfaltado pela BR-463.
O distrito tem algum desenvolvimento possuindo escolas, faculdades e estabelecimentos comerciais, além de linhas de ônibus que o interliga até Ponta Porã e outros municípios.